# سموریان رودخانه‌ای
سموریان رودخانه‌ای (نام علمی: Potamogalinae) نام یک زیرخانواده از راسته حشره‌خواران آفریقایی است.